# Кастел'Алферо
Кастѐл'Алфѐро (на италиански: Castell'Alfero; на пиемонтски: Castel Alfè, Кастел Алфе) е малко градче и община в Северна Италия, провинция Асти, регион Пиемонт. Разположено е на 235 m надморска височина. Населението на общината е 2787 души (към 2015 г.).